# Niveau de vie

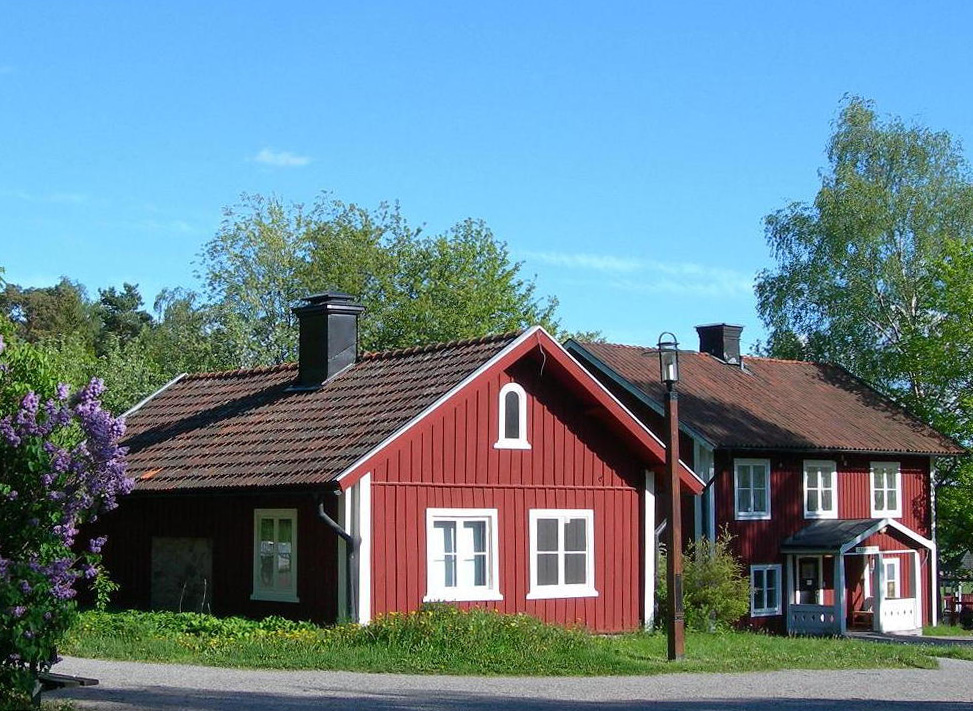
La maison individuelle, signe de niveau de vie dans de nombreux pays.

Le niveau de vie fait référence à la qualité et quantité des biens et services qu’une personne ou une population entière peut s’approprier et est en lien avec ses revenus et son patrimoine.
Il est distinct des notions connexes genre de vie et de mode de vie.

## Mesure et définition
Une mesure généralement utilisée du niveau de vie, pour une zone donnée, est le revenu par habitant réel (c.-à-d. en prenant en compte l'inflation) par personne. Parfois d'autres mesures peuvent être utilisées, par exemple l'accès à certains biens (comme le nombre de réfrigérateurs pour 1 000 personnes) ou des mesures de santé (comme l'espérance de vie).
La notion de niveau de vie est différente de celle de qualité de vie qui ne prend pas seulement en compte le niveau de vie matériel, mais qui intègre également des facteurs plus subjectifs qui participent à la vie humaine, comme les loisirs, la sécurité, les ressources culturelles, la santé mentale, etc. Des moyens plus complexes pour mesurer le bien-être doivent être employés pour rendre de tels jugements ; ils sont souvent politiques et donc sujets à controverse.

### Niveau de vie en France
En France, l'Insee définit le niveau de vie comme le revenu disponible brut d'un ménage divisé par le nombre d'unités de consommation, coefficient qui dépend de la taille du ménage : il faut compter une unité pour le premier adulte, 0,5 unité pour chaque personne supplémentaire de plus de 14 ans et 0,3 pour chaque enfant de moins de 14 ans. Selon d'autres sources, les unités de consommation sont : une unité pour le premier adulte, les autres adultes et les enfants dont l'âge est inférieur à 15 ans sont, successivement, comptés pour 0,7 et 0,5 pour chacun.
D'après l'Insee, le poids des dépenses contraintes est passé de 12,4 % du revenu disponible en 1951 à près de 30 % en moyenne 2017. Cette augmentation s'explique pour « plus des trois quarts » par la hausse des coûts liés au logement. Ces dépenses pré-engagées réalisées laissent aux ménages un « revenu arbitrable » qu'ils peuvent utiliser comme ils le souhaitent. « Or, le niveau de vie arbitrable médian mensuel s'élevait, en 2011, à 1 050 euros seulement, [...] les ménages pauvres, quant à eux, n'ont que 340 euros en moyenne après avoir payé ces dépenses contraintes ».
En 2023, le poids des dépenses contraintes des Français atteint 38 % de leurs revenus, s'élevant à 1 195 euros par mois en moyenne. Cette augmentation s'explique par « l'explosion de trois postes de dépenses en particulier: l'énergie, les transports et l'assurance. »  Les couples avec deux enfants ont vu leurs dépenses contraintes fortement augmenter passant en six mois de 1 595 euros mensuels à 1 728 euros, soit 44 % de leur budget. L'augmentation des dépenses liées aux services financiers, à la communication ou encore à la santé constitue la raison principale de cette envolée. Un Français sur deux (52 %) déclare parvenir à mettre de l'argent de côté. Trois Français sur dix (29 %) rapportent boucler juste leur budget, et 19 % disent devoir tirer sur leurs réserves ou s'endetter.

## Niveau de vie et pauvreté
L'élévation du niveau de vie moyen d'une population entraîne une augmentation des dépenses contraintes.[réf. nécessaire]
La consommation statutaire est une dépense réalisée pour marquer son appartenance sociale, pour permettre son intégration au groupe en montrant que son train de vie est semblable à celui de son voisinage. C'est la situation d'une personne qui offre un baladeur MP3 à son enfant car tous ses copains en ont un. Ce type de dépense peut concerner de nombreux biens : téléphone portable, cafetière à dosettes, voyages, vêtements de marques, voiture, cadeaux … Elle se mêle à la revendication d'un confort accru, sans qu'il soit toujours facile d'y faire la part des dépenses socialement contraintes. Par exemple, en France, la surface moyenne par occupant des logements s'est agrandie de 20 % en vingt ans.
Elle peut aussi résulter d'une contrainte matérielle, car les alternatives collectives disparaissent par manque d'usagers; ceux-ci ayant pu investir dans une solution privée. On peut ainsi être obligé d'acheter une voiture car il n'y a pas de solutions de transport en commun, ou de prendre un abonnement internet car les cybercafés n'ont plus assez de clients pour continuer à fonctionner.
L'augmentation de dépense peut également être causée par une montée en gamme de produits disponibles. Ce peut être par exemple la disparition du coiffeur bon marché du quartier, qui est remplacé par un salon plus haut de gamme correspondant davantage aux demandes de la population locale. C'est aussi le cas pour les biens de consommation : en 1948, la 2 CV était commercialisée 185 000 FRF (7 546,15 EUR2023). En 2008, l'entrée de gamme du constructeur, la Citroën C1 1.0i, est commercialisée à 8 700 € (9 350,59 €2016), soit un surcoût de 50 %[réf. nécessaire]. Dans le cas d'un bien mixte consommation-investissement, comme le logement par exemple, la montée des prix peut aussi être causée par l'augmentation des possibilités d'épargne de la population.
Ces considérations sont une justification[réf. nécessaire] pour l'utilisation d'un seuil de pauvreté relative. En France, le seuil de pauvreté annuel a augmenté de 8 592 €2006 en 1990 à 10 560 €2006 en 2006, soit une augmentation de 23 %. Sur la même période, le niveau de vie moyen est passé de 16 302 € à 20 603 €2006 (+26 %).

## Limite de l'instrument
Comme tout indicateur économique, le niveau de vie a des limites, et, au sein d’une population, ne permet pas de rendre compte des inégalités de revenu entre individus.